# Biblioteka Narodowa Republiki Kirgiskiej
Biblioteka Narodowa Republiki Kirgiskiej – biblioteka narodowa działająca od 1934 roku w Biszkeku w Kirgistanie. Od 2015 roku nosi imię Ałykuła Osmonowa. Wcześniej jej patronami byli Nikołaj Czernyszewski (od 1939 roku) i Włodzimierz Lenin (od 1984 roku).

## Historia
W maju 1934 roku Biuro Komitetu Regionalnego Partii Kirgiskiej i Rada Komisarzy Ludowych Kirgiskiej SRR podjęły decyzję o połączeniu Centralnej Biblioteki Miejskiej z biblioteką Rady Komisarzy Ludowych, aby utworzyć bibliotekę republiki. Otwarto ją dla publiczności w sierpniu 1934 roku. Biblioteka posiadała 16 tysięcy książek. W 1939 roku biblioteka otrzymała nazwę: Biblioteka Państwowa Kirgiskiej SRR im. Nikołaja Czernyszewskiego. W 1940 roku biblioteka liczyła 11 oddziałów, w których było zatrudnionych 47 osób. Podczas II wojny światowej zorganizowano dodatkowo 7 bibliotek w szpitalach i jednostkach wojskowych z których korzystało 3 tysiące czytelników. Po wojnie rozpoczęto prace nad opracowaniem bibliografii w języku kirgiskim. W 1962 roku biblioteka otrzymała nowy budynek, którego projektantem był Vladimir Nusov. Zaplanowano w nim kilka czytelni posiadających razem około 800 miejsc.
W 1964 roku z okazji trzydziestolecia istnienia biblioteki wydano Naucznaja żyznʹ bibliotiek Kirgizii oraz album Bibliotiekaria Kyrgyzstana. W 1984 roku biblioteka została przeniesiona do nowego budynku z magazynem na 3 miliony woluminów. Powstał on na podstawie projektu S. Nurgazijewa, K. Ibrajewa. Biblioteka zatrudniała wtedy około 300 pracowników. W tym samym roku nadano jej imię W.I. Lenina. W sierpniu 1993 roku dekretem rządu biblioteka została uznana za jeden z najcenniejszych obiektów dziedzictwa narodowego i przekształcona w Bibliotekę Narodową Republiki Kirgiskiej.
Na początku XXI wieku biblioteka wprowadziła nowe technologie teleinformatyczne oraz zaczęła wykorzystywać zasoby informacyjne i możliwości Internetu. Powstał katalog elektroniczny w programie IRBIS, który udostępniono na stronie internetowej biblioteki w językach kirgiskim, rosyjskim i angielskim. Biblioteka narodowa została członkiem trzech dużych międzynarodowych organizacji bibliotecznych: IFLA, Zgromadzenia Bibliotek Eurazji (BAE), którego była jednym z założycieli oraz Związku Bibliotek Narodowych Krajów turkojęzycznych. W 2005 roku z inicjatywy biblioteki została uchwalona ustawa O kulturi, a w 2008 roku O bibliotiecznom diele. W 2008 roku z inicjatywy biblioteki Rząd Republiki Kirgiskiej ogłosił 27 maja Dniem Bibliotek. Data ta nawiązuje do daty 27 maja 1902 roku, gdy w Karakol została otwarta pierwsza biblioteka publiczna na terenie Kirgistanu.
1 kwietnia 2015 roku biblioteka otrzymała imię Ałykuła Osmonowa. Z tej okazji na terenie biblioteki powstało muzeum poświęcone kirgiskiemu poecie.

## Zbiory
W 1939 roku biblioteka zyskała prawo do egzemplarza obowiązkowego publikacji z terenu ZSRR. Zbiory gromadzono również poprzez wymianę z innymi bibliotekami oraz instytucjami naukowymi z terenu Związku Radzieckiego i z innych krajów. Część zbiorów pozyskiwano dzięki darowiznom od różnych organizacji i osób publicznych, pisarzy i naukowców. Na początku wojny zbiory z 16 tysięcy wzrosły do 125 tysięcy woluminów książek, 80 tysięcy czasopism, 500 tytułów gazet. Obecnie (2020) w głównym magazynie jest zgromadzonych 1,3 miliona woluminów. Dodatkowo biblioteka posiada inne kolekcje, w tym rzadkich zbiorów, która liczy 20 000 woluminów. Są wśród nich dzieła w języku rosyjskim, kirgiskim, arabskim i łacińskim. W 2018 roku zostało otwarte Centrum Kultury Kirgisko-Tureckiej im. Czyngiza Ajtmatowa, w którym zgromadzono 3 500 woluminów książek o Kirgistanie. 